# Loredana Dinu
Loredana Dinu, född 2 april 1984 i Craiova, är en rumänsk fäktare.
Dinu blev olympisk guldmedaljör i värja vid sommarspelen 2016 i Rio de Janeiro.